# Adriaen Thomasz Key

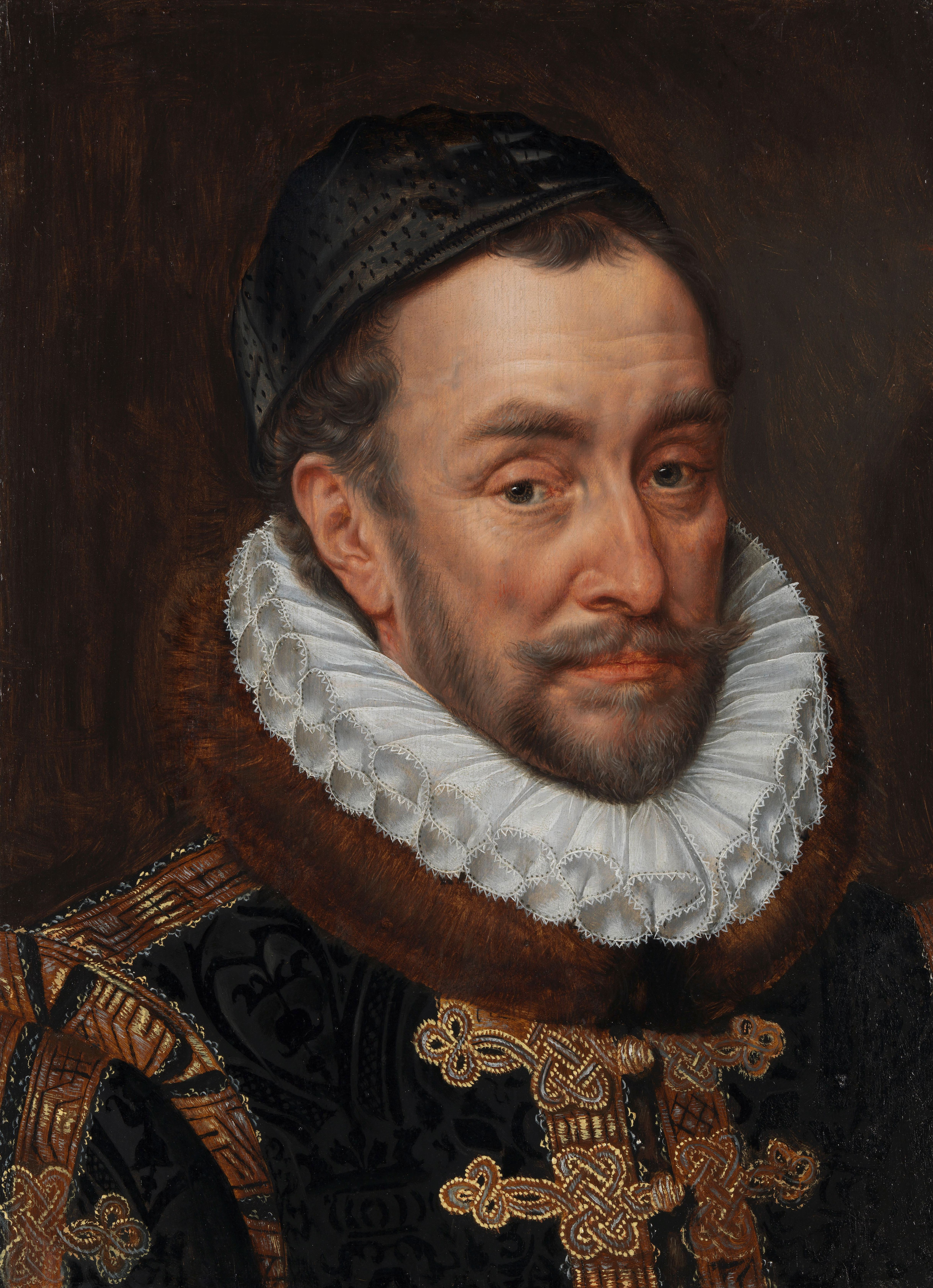
Ritratto di Guglielmo d'Orange (1580 circa), Rijksmuseum Amsterdam

Adriaen Thomasz Key (Anversa?, 1544 circa – Anversa, post 1589) è stato un pittore fiammingo.

## Biografia
Fu probabilmente allievo del cugino Willem Key. Entrò nella gilda di San Luca di Anversa nel 1568 e si specializzò nei ritratti. Stilisticamente ebbe toni sobri e uniformi, a metà strada tra Frans Pourbus il Vecchio e Anthonis Mor.